# San Giuseppe a Capo le Case
San Giuseppe a Capo le Case är en kyrkobyggnad i Rom, helgad åt den helige Josef. Kyrkan är belägen vid Via Francesco Crispi i Rione Colonna och tillhör församlingen Sant'Andrea delle Fratte.
Tillnamnet ”Capo le Case”, latin ”caput domorum”, som är en medeltida benämning, betyder ungefär "där husen börjar".

## Historia
Den spanske oratorianen Francisco Soto (1534–1619) grundade år 1598 på denna plats ett kloster med kyrka. Tillsammans med adelsdamen Fulvia Conti Sforza (död 1611) stiftade han teresianerna, vilka följer karmelitordens regel. Vid denna tid ägnade sig teresianerna åt att ta hand om fattiga flickor, vilka annars hotades av prostitution. År 1628 lät kardinal Marcello Lante bygga om kyrkan och bygga till klosterbyggnaden.
År 1648 bevistade lekbrodern Carlo da Sezze den heliga mässan i denna kyrka och genom ett mirakel erfor han stigmatisering.
År 1870 exproprierades klostret av italienska staten; teresianerna fick dock bo kvar på nåder, men de flyttade år 1932 till lokaler vid Via della Nocetta i västra Rom. Där finns kyrkan San Giuseppe. Klostret inhyste från år 1880 Museo Artistico Industriale. Sedan år 1980 hyser den forna klosterbyggnaden Galleria d'arte moderna di Roma Capitale. Efter exproprieringen dekonsekrerades kyrkan och inventarierna och konstverken avlägsnades, men kyrkan togs åter i bruk under 1930-talet.

## Exteriören
Kyrkan har en tegelfasad i två våningar. Portalen föregås av en dubbeltrappa. Ovanför portalen sitter en mosaik, föreställande Den helige Josef snickaren med Jesusbarnet. Den nedre våningen har fyra pilastrar med joniska kapitäl, medan övervåningen har toskanska pilastrar. Denna kombination anses vara ovanlig i Rom; liknande sammanställning av ordningar återfinns i fasaderna till Santa Maria in Grottapinta och Santa Maria in Publicolis. Fasadens storform kröns av ett triangulärt pediment.

## Interiören
Kyrkans grundplan är rektangulär med kvadratisk absid. Högaltaruppsatsen är ritad av arkitekten Bartolomeo Breccioli. Högaltarmålningen utgörs av Cleto Luzzis Den helige Josefs dröm; den tidigare målningen föreställde samma motiv och var utförd av Andrea Sacchi.
Till vänster om koret finns en helig trappa med 28 trappsteg, vilken leder upp till ett litet kapell. Trappan byggdes på initiativ av moder Serafina della Santissima Trinità och invigdes av påve Clemens XI den 15 maj 1718. Kapellet uppvisar intrikata stuckarbeten; i kupolen och pendentiven ses putti med Jesu Kristi pinoredskap. Kapellet är ett verk av Tommaso Mattei (1652–1726), elev till Giovanni Lorenzo Bernini och senare Carlo Fontana.
Kyrkan har fyra sidokapell, två på var sida.

### Höger sida
Cappella della Sacra Famiglia
Det första sidokapellet på höger hand är invigt åt den Heliga familjen. Altarmålningen är ett verk av Cleto Luzzi från år 1938. Tidigare fanns här Den heliga Teresa av Ávila mottar ett gyllene halsband av Jungfru Maria av Giovanni Lanfranco; denna målning återfinns numera i klostret vid Via della Nocetta.
Cappella di Santa Melania
Det andra kapellet är invigt åt den heliga Melania och har en målning där titelhelgonet ses dela ut allmosor.

### Vänster sida
Cappella di San Giovanni Battista
Första kapellet på vänster hand, invigt åt Johannes Döparen, uppvisar en målning med titelhelgonet och Jungfru Maria med Jesusbarnet.
Cappella del Santissimo Crocifisso
Det andra kapellet är invigt åt den korsfäste Kristus. Ett träkrucifix med en målning med Jungfru Maria och aposteln Johannes bildar ett Kalvarieberg.
I nunnornas sällskapsrum finns tre fresker: Kristus med den samariska kvinnan vid brunnen, Bebådelsen och Den heliga Maria Magdalena.

## Bilder
| - San Giuseppe a Capo le Case (i fonden). Till höger ses Sant'Andrea delle Fratte. Gravyr av Giuseppe Vasi. - Den heliga Teresa av Ávila mottar ett gyllene halsband av Jungfru Maria, utförd av Giovanni Lanfranco. |